# ボルネオチャガシラガビチョウ
ボルネオチャガシラガビチョウ（ボルネオ茶頭画眉鳥、学名: Garrulax treacheri）は、スズメ目のチメドリ科ガビチョウ亜科またはガビチョウ科 (Leiothrichidae) に属する鳥類の1種。本種はこれまでチャガシラガビチョウの亜種と考えられていた。

## 分布
ボルネオ島に分布する。自然生息地は、亜熱帯または熱帯の湿性低地林および湿性山地林である。キナバル山から Mt. Batu Tibang にかけて標高300-3000mに生息する。

## 亜種
- Garrulax treacheri treacheri (Sharpe, 1879) - ボルネオ島北部のマレーシア・サバ州[4]（キナバル山）に生息する[1]。
- Garrulax treacheri damnatus (Harrisson & Hartley, 1934) - ボルネオ島北中部[4]のマレーシア・サラワク州 (Mt. Dulit, Mt. Derian, Kelabit Plateau) に生息する[1]。
- Garrulax treacheri griswoldi (J. L. Peters, 1940) - ボルネオ島中部（シュワナー山脈〈Schwaner mountains〉、ミューラー山脈〈Müller mountains〉）に生息する[1]。